# Guerra di Colonia
La guerra di Colonia (in tedesco: Kölner Krieg o Kölnischer Krieg), detta anche guerra del siniscalco (Truchsessischer Krieg) o disordini del siniscalco (Truchsessischer Wirren), fu un conflitto durato dal 1583 al 1588 che devastò l'Elettorato di Colonia, principato ecclesiastico del Sacro Romano Impero corrispondente all'attuale area del Nord Reno-Vestfalia, in Germania. La guerra scoppiò nel contesto della riforma protestante in Germania e con la successiva controriforma, portando alle rivolte olandesi e alle guerre di religione in Francia.
Il conflitto mise alla prova in campo aperto le riserve incluse nella sezione religiosa della pace di Augusta del 1555 che aveva sedato le prime guerre tra cattolici e protestanti nell'Impero. Secondo i principi in essa contenuti, i territori ecclesiastici parte del Sacro Romano Impero erano esclusi dall'applicazione del dettame cuius regio, eius religio. Questo prevedeva ad ogni modo che se un principe ecclesiastico avesse deciso di convertirsi al protestantesimo avrebbe potuto farlo liberamente ma avrebbe dovuto rinunciare ai propri incarichi episcopali piuttosto che costringere l'intera popolazione del proprio principato ad assoggettarsi alla sua nuova religione.
Nel dicembre del 1582 Gebhard Truchsess von Waldburg, principe-elettore di Colonia, si convertì al protestantesimo e come da legge egli avrebbe dovuto dimettersi dalla propria carica di arcivescovo. Egli invece dichiarò pubblicamente la propria fede religiosa, sposò nel 1583 Agnese di Mansfeld-Eisleben e si pose l'obiettivo di convertire il proprio principato ecclesiastico in uno stato secolare avente per religione il calvinismo. Poco dopo Gebhard venne scomunicato e la fazione dei canonici della cattedrale cittadina a lui contrari elesse arcivescovo Ernesto di Baviera.
Inizialmente le truppe dei due arcivescovi si scontrarono per il controllo delle diverse parti del territorio. Molti baroni e conti disponevano di obbligazioni feudali con l'elettore anche in territori delle province adiacenti di Vestfalia, Liegi e nei Paesi Bassi spagnoli. La complessità delle infeudazioni e degli appannaggi dinastici ingrandì di molto l'iniziale faida locale, coinvolgendo anche il Palatinato, i Paesi Bassi, la Scozia, l'Inghilterra e mercenari protestanti da una parte, contro le truppe bavaresi, pontificie e cattoliche dall'altra. Nel 1586 il conflitto si espanse ulteriormente con l'inclusione delle truppe spagnole e di mercenari italiani sul fronte cattolico, oltre al finanziamento e al supporto diplomatico di Enrico III di Francia ed Elisabetta I d'Inghilterra sul fronte protestante.
Il conflitto si svolse nei medesimi anni della rivolta olandese (1568–1648), il che incoraggiò la partecipazione al conflitto di olandesi e spagnoli, rispettivamente contrapposti. La guerra di Colonia portò al consolidamento dell'autorità della famiglia Wittelsbach sui territori a nordovest della Germania e contribuì ad un rinnovamento cattolico nell'area del basso Reno. Non ultimo, questa guerra portò alla luce ancora una volta i conflitti religiosi tra le varie famiglie principesche della Germania.

## Antefatto

### Le divisioni religiose nel Sacro Romano Impero

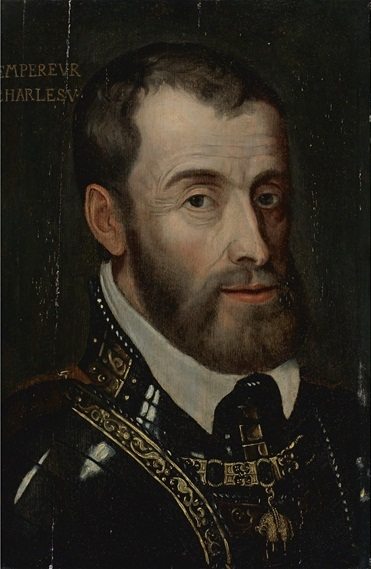
Carlo V d'Asburgo

Prima del XVI secolo, la chiesa cattolica era stata l'unica e sola religione ufficiale nel Sacro Romano Impero. Il programma di riforma avviato da Martin Lutero si propose per primo come alternativa alla chiesa cattolica nel tentativo di riformare fisicamente le dottrine e le pratiche della chiesa, ma dopo la sua scomunica ad opera della chiesa romana, egli incarnò lo spirito di un nuovo movimento religioso vero e proprio, il luteranesimo. Inizialmente sottovalutata dall'imperatore Carlo V d'Asburgo come una banale contrapposizione di vedute teologiche, ben presto l'idea della riforma iniziò ad intaccare argomento significativi come l'infallibilità del papa ed il diritto di insegnamento degli istituti cattolici, il che accentuò le controversie e le competizioni all'interno di molti dei territori secolari del Sacro Romano Impero che ben presto vennero alle armi e si divisero in fazioni per l'una o per l'altra causa con ripercussioni a livello sociale, politico e territoriale. Queste tensioni vennero uniformate in alleanze come la Lega di Smalcalda, con la quale molti dei principi luterani si accordarono per proteggere reciprocamente i loro territori e la loro autorità su di essi; come controparte, i principi cattolici che rimasero leali alla chiesa di Roma formarono la Lega Santa. Dalla metà degli anni '30 del Cinquecento era ormai chiaro che il conflitto avrebbe assunto dimensioni europee, il tutto mascherato dietro l'alone della religione che nascondeva però conflitti latenti da secoli e tendenze indipendentiste locali.

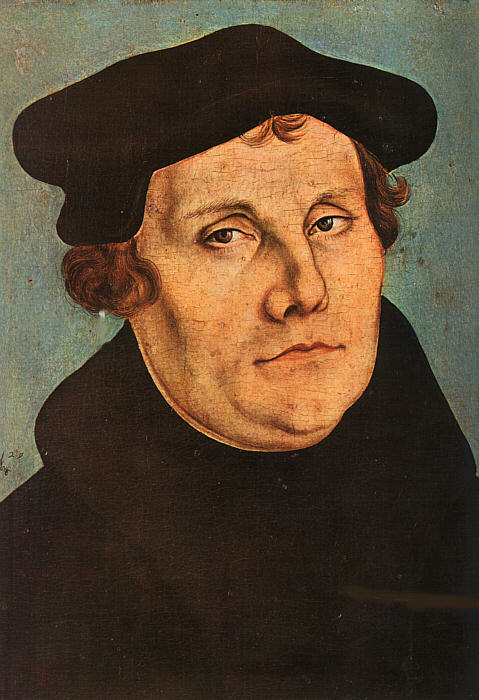
Martin Lutero

I principi ed il clero compresero gli abusi istituzionali che si nascondevano dietro la pratica della religione, ma erano contrari alla soluzione al problema proposta da Lutero. I protestanti erano convinti che una riforma della dottrina fosse necessaria (in particolar modo per quanto riguarda gli insegnamenti della chiesa, le indulgenze, il ruolo del purgatorio e del papato) mentre quanti erano rimasti cattolici auspicavano una riforma morale del solo clero, senza sacrifici alla dottrina cattolica. Papa Paolo III aprì un concilio per esaminare i problemi riscontrati nel 1537 ed approvò molte riforme intese a ovviare i più significativi abusi di prebende, simonia e nepotismo; malgrado gli sforzi sia dell'imperatore Carlo V che del pontefice, l'unificazione delle due fazioni in Germania e nel mondo risultò impossibile. I cattolici si trinceravano dietro la certezza di essere nella "giusta fede", mentre i protestanti insistevano nel fatto che la chiesa di Cristo come era stata fondata dovesse essere presente nel mondo ma in maniera silenziosa, senza legami con una qualsiasi delle istituzioni terrene. Riguardo poi al tema della salvezza, i luterani insistevano nel ritenere la remissione dei peccati un dono unicamente della fede, mentre i cattolici proponevano una visione più terrena legata alle opere di carità ed alle oblazioni. La Lega di Smalcalda convocò un proprio concilio ecumenico nel 1537 ove stabilì alcuni principi fondamentali della religione protestante. Quando i delegati si incontrarono a Ratisbona nel 1540–41, i convenuti si accordarono sulle dottrine della fede, ma non trovarono un accordo sui sacramenti come la confessione, l'assoluzione, il matrimonio e la definizione della chiesa. La divisione tra cattolici e luterani era ormai divenuta insanabile e pochissimi erano i villaggi e le città ove entrambe le parti riuscivano a convivere in armonia.
Nel 1548 Carlo V emise una interreligio imperialis (conosciuto come Interim di Augusta) attraverso il quale egli per primo tentò di trovare un terreno comune per la pacificazione, sebbene egli fosse un rappresentante significativo della fazione cattolica. Sul fronte cattolico, nella sessione del 1551–52 papa Giulio III attraverso il Concilio di Trento, condannò le tesi protestanti e bollò come eretici tutti i seguaci di quella religione.

### La pace di Augusta
Chiaramente, la soluzione "ad interim" di Carlo V non poté avere lunga vita. Egli ordinò la convocazione della Dieta di Augusta alla quale presero parte i rappresentanti di molti stati principeschi in particolare per discutere dei problemi religiosi che attanagliavano l'impero per giungere ad una loro possibile soluzione. Carlo V non prese parte personalmente alla dieta, ma vi delegò a rappresentarlo suo fratello, Ferdinando. Alla conferenza, Ferdinando riuscì a guidare i rappresentarsi verso la concordia su tre principi fondamentali. Il principio del cuius regio, eius religio legava la religione del singolo stato alla religione alla quale il principe reggente decideva di aderire. Quegli abitanti che non si fossero uniformati alla religione di Stato, avevano il permesso di lasciare quello stato per un altro, un'idea quantomai innovativa per il XVI secolo. Il secondo principio riguardava lo status degli stati ecclesiastici, chiamato reservatum ecclesiasticum: se il prelato di uno stato ecclesiastico avesse voluto cambiare il proprio credo religioso, gli uomini e le donne viventi entro i confini di tale stato non erano obbligati a fare lo stesso. Al contrario, il prelato avrebbe dovuto dare le dimissioni dalla propria carica ecclesiastica, anche se quest'ultimo fatto non era espresso chiaramente nell'accordo. Il terzo principio, conosciuto col nome di Declaratio Ferdinandea, esentava alcune città dal mantenere un'uniformità religiosa, consentendo così la convivenza in alcune aree di cattolici e protestanti. Quest'ultimo punto venne inserito in discussione all'ultimo minuto dallo stesso Ferdinando, per propria personale volontà.

### Problemi rimasti in sospeso
Dopo il 1555, la pace di Augusta divenne un documento legale in tutti i territori del Sacro Romano Impero con l'intento di migliorare le tensioni tra cattolici e luterani, ma essa possedeva due problematiche fondamentali. La prima era relativa al reservatum ecclesiasticum che aveva scatenato un forte dibattito, così come il prospetto del cuius regio, eius religio. Come presumibile, dunque, quanto stabilito nella pace non copriva tutta la variegata casistica presente nel Sacro Romano Impero. La Declaratio Ferdinandea inoltre non era stata discussa in sessione plenaria, ma era semplicemente stata approvata per volontà régia e come tale qualcuno vi aveva sollevato dibattiti.
Sebbene queste incertezze si ripercuoteranno sulle sorti dell'Impero nei successivi decenni, gran parte delle debolezze della pace di Augusta era però da ricercarsi nelle estreme differenze sollevate della riforma sulle tradizioni. Oltre a questo, dal 1555 ottennero riconoscimento legale anche altre confessioni religiose che però erano solo dei derivati del luteranesimo e che spesso creavano dibattito anche all'interno delle schiere protestanti: gli anabattisti con a capo il frisiano Menno Simons (1492–1559); i seguaci di Giovanni Calvino, particolarmente diffusi nelle aree occidentali della Germania al confine con la Francia; ed i seguaci di Ulrico Zwingli.

## Cause della guerra

Mappa dell'elettorato di Colonia che mostra le città chiave ed i villaggi dell'area. La città di Colonia non era parte dei territori dell'Elettorato, anche se essa faceva parte della medesima diocesi episcopale. Le linee grigie indicano i moderni confini tra gli stati tedeschi.

In quanto stato ecclesiastico del Sacro Romano Impero, l'Elettorato di Colonia includeva possedimenti temporali dell'Arcivescovo di Colonia: la cosiddetta Oberstift (la parte meridionale dell'Elettorato), la parte a nord detta Niederstift, i feudi di Vest Recklinghausen ed il Ducato di Vestfalia, oltre ad un gran numero di piccoli territori non contigui che separavano l'Elettorato dai vicini Ducati di Cleves, Berg, Julich e Mark. Circondata dal territorio elettorale, la città di Colonia era parte dell'arcidiocesi ma non dei possedimenti temporali dell'Elettore. L'elettorato era retto da un principe-elettore dell'Impero. In quanto arcivescovo, egli era anche responsabile della guida spirituale della sua diocesi all'interno dell'Impero. In quanto principe-prelato, egli apparteneva alla più alta categoria sociale all'interno dell'Impero, con specifici diritti legali, economici e di giurisdizione nei propri territori. In quanto Elettore, egli era uno degli uomini col privilegio di eleggere l'imperatore del Sacro Romano Impero tra un gruppo di candidati.
L'Elettorato prendeva il proprio nome dalla città, e Colonia rimase contemporaneamente anche capitale dell'arcidiocesi sino al 1288. Dopo tale data, l'arcivescovo e principe-elettore si spostarono di sede dapprima a Bonn (30 km a sud di Colonia) e Brühl (12 km a sud di Colonia), nei pressi del Fiume Reno; dal 1580, la capitale divenne definitivamente Bonn. Anche se la città di Colonia ottenne lo statuto giuridico di città libera dell'Impero nel 1478, l'arcivescovo di Colonia manteneva i diritti giudiziali sulla città; egli vi agiva di fatto come un balivo con la possibilità di imporre pene capitali. Malgrado il proprio potere, l'arcivescovo non poteva entrare a Colonia ad eccezione di particolari circostanze e solitamente tra l'arcivescovo-elettore ed il consiglio cittadino di Colonia si instaurava un rapporto teso e diplomaticamente precario. (Vedi anche Elettorato di Colonia per maggiori dettagli.)
La posizione di arcivescovo era sovente detenuta da un rappresentante della nobiltà, che non necessariamente era anche un sacerdote; questo consentiva anche ai rampolli delle nobili casate molto giovani di avere accesso a posizioni prestigiose e finanziariamente sicure senza che fosse loro richiesta l'ordinazione sacerdotale. l'arcivescovo e principe-elettore era scelto dal capitolo cattedrale, i membri del quale solitamente svolgevano poi la funzione di suoi consiglieri. In quanto membri del capitolo cattedrale, essi prendevano parte alla messa, ma se necessario potevano compiere altri compiti per conto dello stato. A loro non era richiesto essere sacerdoti, ma se lo gradivano come per l'arcivescovo, era loro consentito di prendere gli ordini sacri. In quanto prebendari, ricevevano uno stipendio dalle entrate della cattedrale che variava a seconda della ricchezza della cattedrale stessa. Nell'Elettorato, il capitolo includeva 24 canonici di vari ranghi sociali che avevano posto nel coro, ciascuno al loro posto assegnato secondo una gerarchia precisa a seconda delle loro famiglie di provenienza.

### L'elezione del 1577

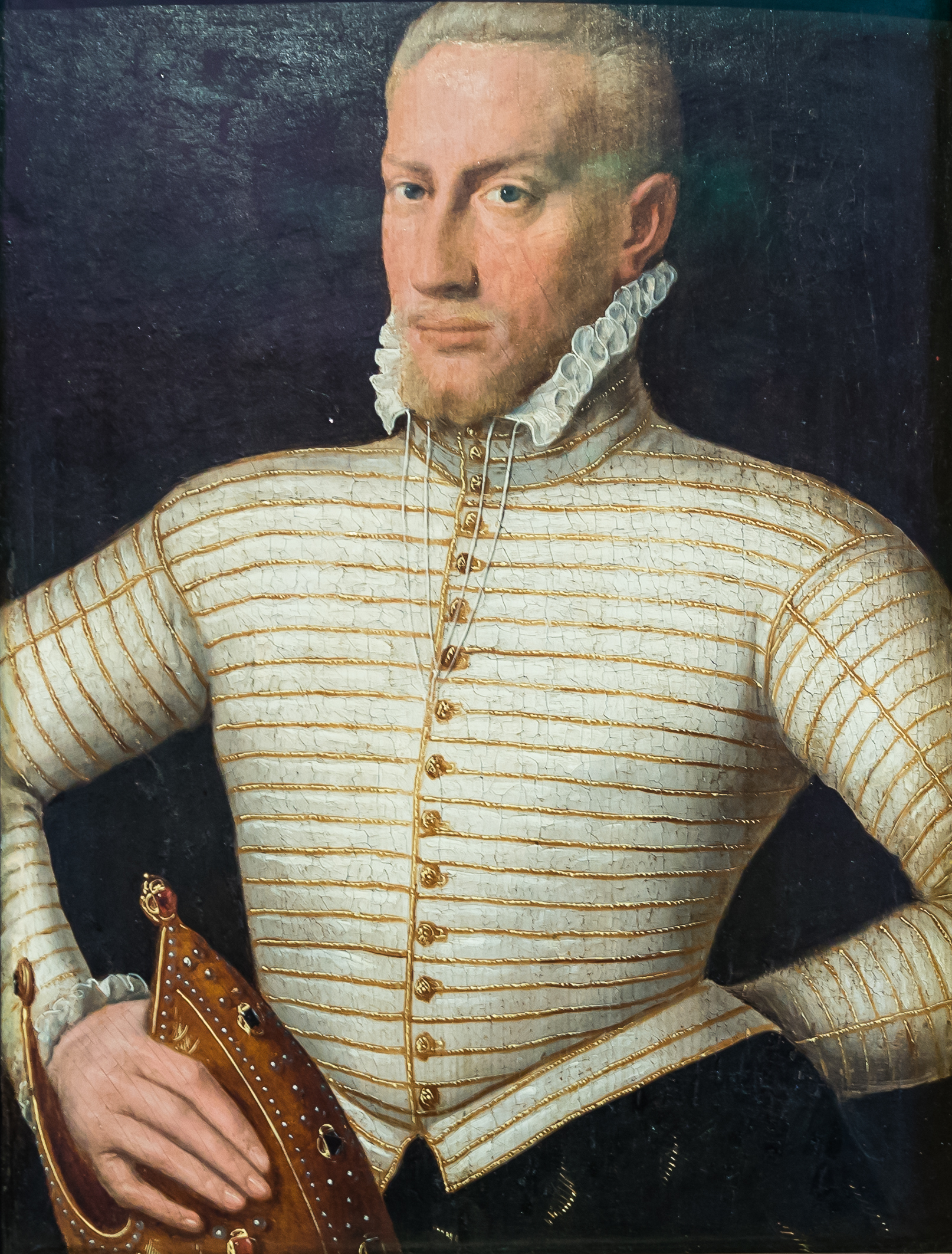
Gebhard Truchsess von Waldburg

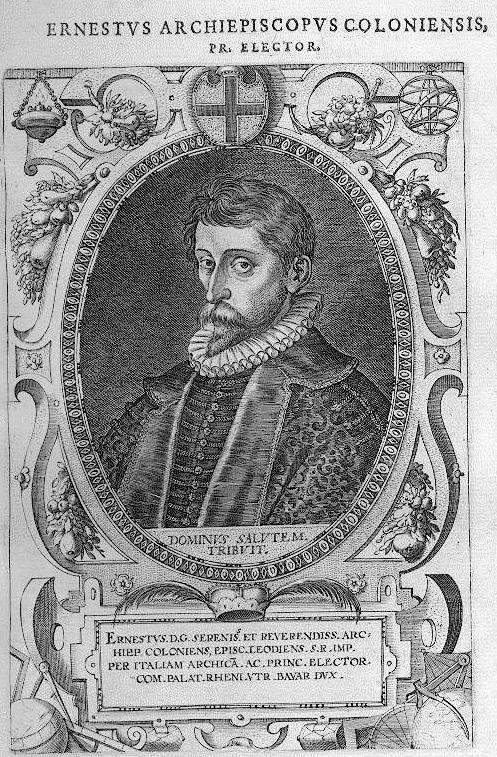
Ernesto di Baviera

Quando suo nipote, Arnold, morì senza eredi, Salentin von Isenburg-Grenzau (1532–1610) diede le dimissioni dal suo incarico di elettore (settembre 1577) e, nel dicembre di quello stesso anno, sposò Antonia Wilhelmine d'Arenburg, sorella di Carlo di Ligne, principe di Arenberg, per salvare le sorti della propria casata. Le dimissioni di Salentin richiesero l'elezione di un nuovo arcivescovo e principe-elettore tra i membri del capitolo cattedrale. Due furono i candidati che emersero nello scontro. Gebhard (1547–1601) era figlio secondogenito di Wilhelm il giovane Truchsess von Waldburg e di Johanna von Fürstenberg, il quale discendeva dalla linea giacobina della Casa di Waldburg; suo zio era cardinale e la sua famiglia aveva molti importanti contatti con il vertice dell'Impero. Il secondo candidato, Ernesto di Baviera (1554–1612), era il figlio terzogenito del duca Alberto V di Baviera. In quanto membro della potente famiglia dei Wittelsbach, Ernesto poté sfruttare le sue importanti connessioni famigliari con le principali casate d'alto rango e cattoliche dell'Impero, oltre che alle proprie personali amicizie con canonici nelle diocesi di Salisburgo, Treviri, Würzburg e Münster che poterono esercitare pressioni collaterali per la sua elezione.
Ernesto era canonico a Colonia dal 1570. Egli aveva il supporto del vicino duca di Jülich e di molti altri alleati nel capitolo cattedrale. Pur supportato inoltre dal papato e dal suo influente padre, nel 1571 era però fallito un tentativo di nominarlo vescovo coadiutore a Colonia in quanto viceversa sarebbe stato in posizione favorevole per la successione alla cattedra di Colonia. Da allora, ad ogni modo, egli era avanzato in molte altre sedi divenendo vescovo di Liegi, Frisinga e Hildesheim, importanti fortezze della controriforma cattolica. Egli era un chierico di carriera, ma non necessariamente qualificato per essere arcivescovo sulla base della sua erudizione teologica, ma piuttosto per i suoi legami famigliari. La sua presenza in molti capitoli cattedrale della Germania, lo rendeva una persona ancora più influente ed il suo status di prebendario gli conferiva ricchezze da ogni diverse fonti. Egli era stato educato dai gesuiti ed il papato considerava la collaborazione con la sua famiglia un passo importante per limitare l'espansione delle dottrine luterane e calviniste nelle province nord-occidentali della Germania.
In quanto ultrogenito, Gebhard era stato preparato sin da giovane alla carriera ecclesiastica, con un'educazione prettamente umanistica; a parte il tedesco che sapeva per origini, egli studiò diversi linguaggi (tra i quali latino, italiano e francese), oltre ad approfondire studi di storia e teologia. Dopo aver compiuto studi a Dillingen, Ingolstadt, Perugia, Lovanio e altri luoghi, egli iniziò la propria carriera ecclesiastica ad Augusta nel 1560. La sua condotta ad Augusta ad ogni modo causò non pochi scandali al punto che il vescovo, suo zio, dovette inviare una petizione al duca di Baviera per lamentarsi della sua condotta, il che portò ad un apparente miglioramento dei suoi costumi. Nel 1561, egli divenne diacono della cattedrale di Colonia (1561–77), canonico a San Gereone, la basilica di Colonia (1562–67), canonico a Strasburgo (1567–1601), ad Ellwangen (1567–83) ed a Würzburg (1569–70). Nel 1571, egli divenne diacono della cattedrale di Strasburgo, posizione che mantenne sino alla propria morte. Nel 1576, per nomina papale, divenne anche prevosto della cattedrale di Augusta. Come il proprio sfidante, queste posizioni gli portarono ricchezza ed influenza presso il capitolo, pur avendo poco a che vedere con le caratteristiche proprie degli uomini di chiesa.
Se l'elezione fosse stata lasciata al papato, Ernesto di Baviera sarebbe stato il prescelto, ma il papa non era membro del capitolo cattedrale e Gebhard godeva del supporto di molti canonici al suo interno. Nel dicembre del 1577, egli venne quindi prescelto quale Elettore e Arcivescovo di Colonia dopo un duello all'ultimo voto: Gebhard vinse le elezioni per due soli voti. Pur non essendogli richiesto ufficialmente, Gebhard decise di prendere comunque gli ordini sacerdotali e venne consacrato nel marzo del 1578, nel pieno rispetto dei decreti del Concilio di Trento.

### La conversione di Gebhard

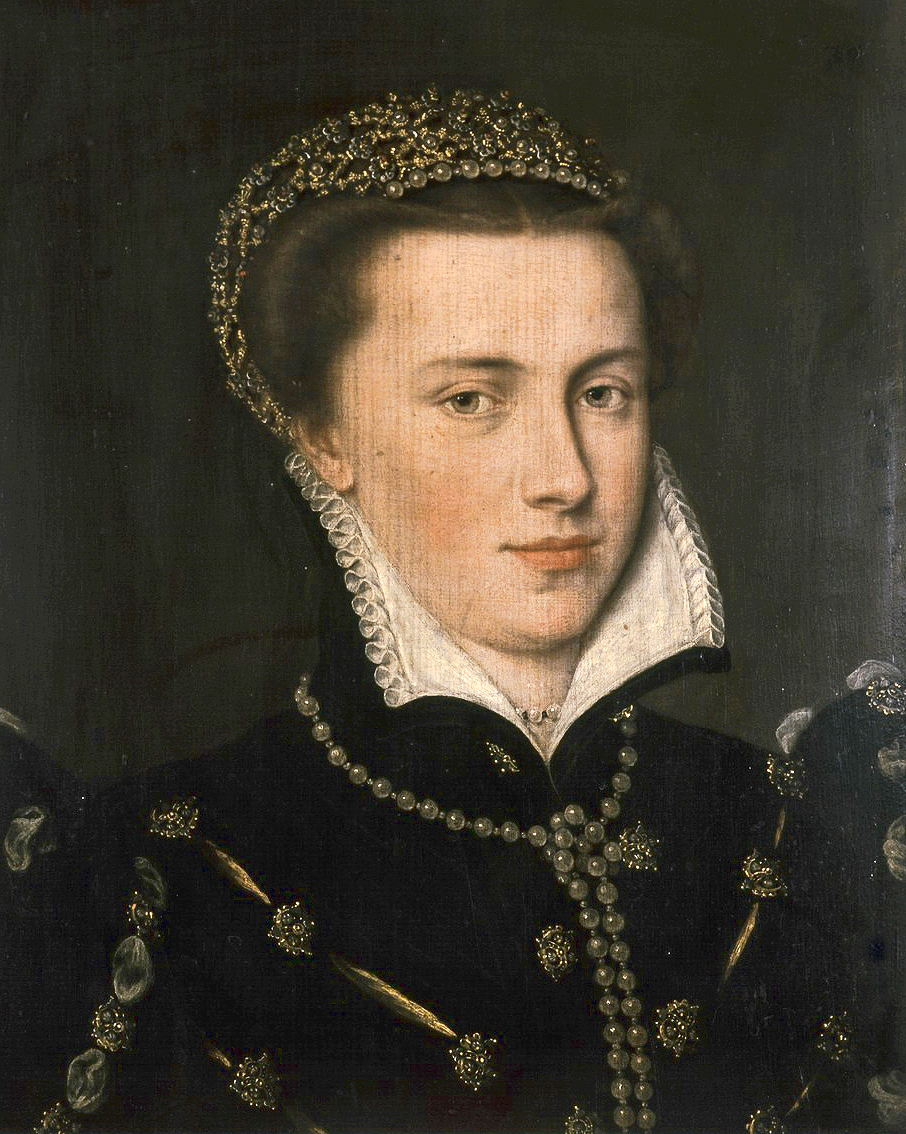
Agnes von Mansfeld-Eisleben

Agnese di Mansfeld-Eisleben (1551–1637) era una canonica protestante al monastero di Gerresheim, attualmente nel distretto di Düsseldorf. La sua famiglia era un ramo cadetto della nobile Casa di Mansfeld che, dalla metà del XVI secolo, aveva perso gran parte della propria ricchezza, ma non la propria influenza. La linea dei Mansfeld-Eisleben aveva mantenuto una significativa autorità nel proprio distretto e molti dei cugini e zii di Agnes erano presenti nel Liber Concordiae, al punto che la famiglia ricopriva un ruolo di grande importanza nel movimento della Riforma protestante. Cresciuta a Eisleben, nello stesso villaggio ove era nato Martin Lutero, gran parte dei possedimenti della famiglia erano posti in Sassonia, ma la sorella di Agnes viveva nella città di Colonia, sposata al barone Peter von Kriechingen. Pur essendo membro del monastero di Gerresheim, Agnes si trovava libera di fare ciò che desiderava e fu proprio durante una sua visita alla sorella a Colonia che ella incontrò per la prima volta l'arcivescovo Gebhard, durante una processione religiosa. Tra il finire del 1579 e l'inizio del 1580 la canonica e l'arcivescovo iniziarono la loro relazione. Due dei fratelli di lei, Ernst e Hoyer Christoph, presto fecero visita a Gebhard nella sua residenza arcivescovile per persuaderlo a sposare la loro sorella. "Il credo cattolico di Gebhard, che non era basato sulla sua convinzione più profonda, iniziò dunque a vacillare quando dovette decidere tra la rinuncia della mitria episcopale per stare pacificamente con la donna che amava, o rinunciare al proprio amore e rimanere membro della gerarchia ecclesiastica." Mentre egli pensava a tutto ciò, già nell'elettorato iniziavano a spandersi i primi pettegolezzi di una sua possibile conversione alla fede luterana.
Prima del previsto, questi pettegolezzi fecero il giro dell'Impero giungendo poi anche in Inghilterra ed in Francia. Gebhard iniziò a prendere in considerazione questo fatto e si consultò coi suoi consiglieri tra cui spiccavano suo fratello Karl (1548–1593) e Adolf, conte di Neuenahr (1545–1589). I suoi oppositori nel capitolo cattedrale iniziarono a ricercare il supporto esterno dei Wittelsbach in Baviera e del papa. Gebhard si rendeva conto di come la sua conversione avrebbe potuto distruggere l'intero elettorato di Colonia, ma i suoi sostenitori di fede luterana già gli fecero balenare l'idea che Gebhard avrebbe potuto sposare la donna di cui era innamorato e mantenere la sua posizione all'Elettorato, convertendo il territorio in un ducato dinastico sotto il suo potere. Sull'altro fronte, l'Elettorato pareva ormai pronto alla guerra e gli eserciti delle rispettive fazioni iniziavano a scaldare le loro armi. Il 19 dicembre 1582, Gebhard announciò ufficialmente la sua conversione, indicandola dal pulpito della cattedrale come un passaggio "dal buio del papato alla Luce" della parola di Dio.

### Implicazioni della sua conversione
La conversione dell'arcivescovo di Colonia al protestantesimo ebbe importanti ripercussioni politiche e religiose sul Sacro Romano Impero in quanto essa avrebbe presentato sicuramente delle problematiche sui risultati delle future elezioni imperiali così come stabilite dalla Bolla d'Oro del 1356. Durante l'elezione, infatti, sette principi-elettori (di cui quattro secolari - il re di Boemia, il margravio di Brandeburgo, il Conte palatino del Reno ed il duca di Sassonia - e tre ecclesiastici - gli arcivescovi di Magonza, Treviri e Colonia) avevano il compito di scegliere il nuovo imperatore. La presenza di almeno tre elettori "cattolici" che collettivamente governavano gran parte dei territori ecclesiastici dell'Impero, garantiva un bilanciamento delicato tra votanti cattolici e protestanti dato che questi ultimi si concentravano tra i principi secolari. Lo scarto di un solo voto a favore dei protestanti, avrebbe dunque potuto comportare l'elezione di un imperatore protestante, il che era inammissibile sia da parte del pontefice che da parte delle istituzioni stesse che reggevano per l'appunto il "Sacro" Romano Impero.
La conversione di una sede ecclesiastica in un reame dinastico governato da un principe protestante avrebbe cambiato radicalmente il principio del reservatum ecclesiasticum, il quale era stato creato per preservare gli elettorati ecclesiastici proprio da questa possibilità. Già in precedenza si erano notate queste difficoltà emergenti: Hermann von Wied, in precedenza principe-elettore ed arcivescovo di Colonia, si era convertito anch'egli al protestantesimo, ma secondo la legge si era dimesso dal proprio incarico. Similmente, il predecessore di Gebhard, Salentin von Isenburg-Grenzau aveva avuto nel 1577 la necessità di sposarsi per salvaguardare le sorti della propria casata, ma si era dimesso prima del proprio matrimonio e le sue necessità differivano da quelle di Gebhard nel compiere un passo così significativo. La Casa di Waldburg infatti non si trovava in pericolo di estinzione in quanto Gebhard aveva altri sei fratelli, di cui lui soltanto era stato prescelto per la carriera ecclesiastica. A differenza dei suoi predecessori abdicatari, quando Gebhard si convertì ufficialmente alla fede luterana, egli proclamò personalmente la riforma nella città di Colonia, alienando la fazione cattolica dal capitolo della cattedrale. Gebhard, ad ogni modo, non si convertì agli insegnamenti di Martin Lutero, ma a quelli di Giovanni Calvino, una forma di osservanza religiosa non approvata dalle convenzioni di Augusta del 1555. Malgrado questo, egli non si dimise dalla sua posizione di principe-elettore.
La situazione si complicò ulteriormente quando, il 2 febbraio 1583, nel giorno della Candelora, Gebhard sposò Agnes von Mansfeld-Eisleben nella residenza privata di Rosenthal, alla periferia di Bonn. Dopo la cerimonia, la coppia procedette alla volta del palazzo elettorale di Bonn ove tenne una grandiosa festa. A loro insaputa, mentre i due si maritavano, il duca Federico di Sassonia-Lauenburg (1554–1586), anch'egli membro del capitolo cattedrale, ed i suoi soldati si avvicinarono alle fortificazioni di Kaiserswerth, attraversarono il fiume, e presero il castello dopo un breve combattimento. Quando i cittadini di Colonia appresero questa notizia, vi fu una grande celebrazione pubblica a manifestare il loro dissenso nei confronti dell'operato dell'arcivescovo.
Due giorni dopo il suo matrimonio, Gebhard investì suo fratello Karl del titolo di Statthalter (governatore) e lo incaricò di governare la città di Bonn. Gebhard ed Agnes viaggiarono quindi alla volta di Zweibrücken e da qui verso il territorio di Dillingen, presso Solms-Braunfels, dove il conte, un suo strenuo sostenitore, lo aiutò a raccogliere fondi e truppe per riprendere possesso del proprio territorio; Adolf, conte di Neuenahr fece ritorno nell'Elettorato per prepararne la difesa.
Gebhard aveva ormai scoperto il suo piano di voler mutare il principato ecclesiastico in un ducato secolare sotto il suo controllo. Inoltre, in quanto relativamente giovane, Gebhard si aspettava di avere a breve degli eredi reificando così la possibilità di convertire un territorio ecclesiastico diplomaticamente, strategicamente ed economicamente importante in un potente stato protestante in grado di esercitare un potere significativo anche sull'elezione dei futuri imperatori. Questa conversione problematica si agganciava quindi al principio del cuius regio, eius religio verso l'Elettorato e come tale tutti i sottoposti di Gebhard avrebbero dovuto convertirsi alla fede protestante secondo la sua volontà.
Papa Gregorio XIII scomunicò l'arcivescovo nel marzo del 1583 ed il capitolo cattedrale lo depose contestualmente, eleggendo al suo posto il ventinovenne canonico Ernesto di Baviera, fratello del pio duca Guglielmo V di Baviera. L'elezione di Ernesto assicurò il coinvolgimento della potente casata dei Wittelsbach nel movimento della controriforma e nell'arcidiocesi.

## Il corso della guerra
La guerra che scoppiò come conseguenza degli atti di Gebhard ebbe tre fasi precise. Inizialmente essa era localizzata nei feudi dei sostenitori di Gebhard e di quelli della fazione cattolica e del capitolo cattedrale. Con l'elezione di Ernesto di Baviera come arcivescovo in competizione, ciò che era un conflitto locale divenne una guerra su vasta scala: l'elezione di Ernesto garantì l'interesse diplomatico, militare e finanziario della famiglia Wittelsbach negli affari dell'Elettorato di Colonia. Dopo la morte dell'elettore Luigi VI del Palatinato nel 1583 e di Guglielmo il Taciturno nel 1584, il conflitto si protrasse ulteriormente e senza mediazione alcuna. Alla fine, l'intervento di Alessandro Farnese, duca di Parma, che aveva il comando dell'Armata delle Fiandre spagnola, spostò la bilancia a favore della fazione cattolica. Dal 1588 le forze spagnole riuscirono a cacciare Gebhard dall'Elettorato ed egli si rifugiò a Strasburgo ove rimase a guardare la caduta delle ultime fortezze protestanti nei suoi ex domini nel 1589.

### La faida della cattedrale
Anche se Gebhard aveva riunito attorno a sé alcune truppe, egli fu sempre bisognoso del supporto dei principi luterani di Germania. Sfortunatamente per lui, egli aveva deciso di aderire alla fede calvinista che non era in pieno accordo con quella luterana che andava per la maggiore negli ambienti protestanti e che gli procurò reazioni tiepide da parte di influenti personaggi come l'elttore Augusto I di Sassonia. Gebhard aveva tra i suoi sostenitori tre personaggi di grande rilievo. Suo fratello Karl, aveva sposato Eleonora, contessa di Hohenzollern (1551–dopo il 1598), e Gebhard poté sperare il supporto degli Hohenzollern per la sua causa. Altro alleato di Gebhard era Adolf, conte di Neunahr, che era un valente comandante militare che riuscì ad assicurargli la parte settentrionale dell'Elettorato per lungo tempo. Infine, Giovanni Casimiro (1543–1592), fratello dell'Elettore Palatino, aveva espresso il suo supporto a favore dell'arcivescovo ed aveva schierato le sue forze nella parte meridionale dell'Elettorato di Colonia.
Nei primi mesi successivi alla conversione di Gebhard, i due eserciti si accamparono nella parte meridionale del territorio elettorale portando avanti la distruzione dell'Oberstift. Interi villaggi, abbazie e conventi oltre a molti villaggi, vennero saccheggiati e messi a ferro e fuoco, da entrambe le parti; Linz am Rhein e Ahrweiler evitarono stermini dimostrando la loro lealtà al'ex vescovo Salentin, schierato coi cattolici. Nell'estate del 1583, Gebhard ed Agnes presero rifugio dapprima a Vest nel Vest Recklinghausen, un feudo dell'elettorato, e poi nel Ducato di Vestfalia, presso il castello di Arensberg. In entrambi i territori, Gebhard operò per la diffusione della riforma protestante il più possibile, sebbene lasciasse che i suoi soldati si dessero all'iconoclastia ed al saccheggio.

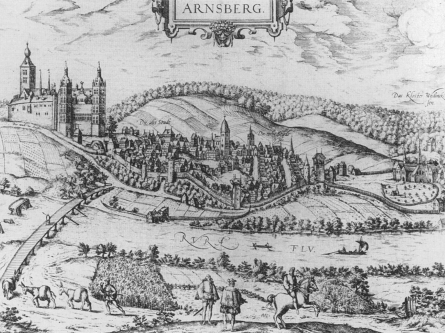
Il castello di Arnsberg nel 1588 circa. Gebhard visse qui durante la prima parte del suo regno come Elettore, e promosse la ricostruzione del castello. Durante la faida della cattedrale, egli con Agnese rimase asserragliato nel castello sino al 1584, quando le armate di Ernesto di Baviera gli giunsero troppo vicine da costringere la coppia a spostarsi alla volta di Delft.

Inizialmente, malgrado una serie di operazioni sbagliate, le azioni militari sembravano favorire la fazione di Gebhard, sino all'ottobre del 1583 quando l'elettore palatino morì e Giovanni Casimiro prese la decisione di sciogliere il proprio esercito e fare ritorno alla corte del fratello come tutore del giovane duca successore, di appena 10 anni. Nel novembre del 1583, dal castello di Arensberg in Vestfalia, Gebhard scrisse a Francis Walsingham, consigliere e capo del servizio di spionaggio della regina Elisabetta I d'Inghilterra: "Le nostre necessità sono pressanti, e voi [Walsingham] e gli altri virtuosi consiglieri della Regina noi pensiamo possiate aiutarci; ad ogni modo, dal momento che Dio ci ha chiamati a servirlo, sappiao che voi consiglieri amate servire lo stesso Dio."
In quello stesso giorno, Gebhard scrisse anche all'arcivescovo di Canterbury ed al vescovo di Londra, presentando a loro il suo caso: "È vero, il Romano Anticristo getta ogni pietra per opprimere noi e le nostre chiese...." De giorni dopo, egli scrisse una lettera alla regina d'Inghilterra: "Noi preghiamo Vostra Maestà d inviarci 10 000 angelotti, e di inviarceli velocemente, il che preserverà le nostre chiese per questo inverno dall'invasione del nemico; se perdiamo Bonn, saremo in grande pericolo, ma se Dio ce lo permetterà la manterremo, e noi lo speriamo, per sua grazia, che l'Anticristo ed i suoi agenti falliscano nel loro dannato tentativo di combattere coloro che portano la causa del vero Dio."
Godesburg, una fortezza a pochi chilometri dalla capitale dell'elettorato, venne catturata sul finire del 1583 dopo un assedio di più di un mese; quando le cannonate bavaresi fallirono nella rottura dei bastioni della fortificazione, gruppi di zappatori scavarono dei tunnel sotto i muri e li fecero poi esplodere. Le forze dell'arcivescovo cattolico non si diedero per vinti e risalirono all'interno nella fortificazione attraverso i canali dei guardaroba (da cui il nome di Guerra degli scoli). Dopo aver preso possesso della fortezza, gli attaccanti uccisero tutti i difensori ad eccezione di tre, un capitano della guardia che diede prova di essere cittadino di Colonia, il figlio di un importante politico di Colonia ed il comandante e sua moglie. La strada che separava Godesberg da Bonn venne riempita di truppe a sembrare quasi un accampamento di 5 chilometri di lunghezza. Nel medesimo periodo, in una delle battaglie della guerra, i sostenitori di Gebhard vinsero ad Aalst sulle forze cattoliche del duca Federico di Sassonia-Lauenburg.
I cattolici offrirono a Gebhard una considerevole somma di denaro che egli rifiutò, domadando invece la restaurazione del suo status. Quando anche altri negoziati tra gli elettori e l'imperatore a Francoforte sul Meno e poi a Muhlhausen in Vestfalia, fallirono nel raggiungimento di un accordo, il papa ottenne il supporto delle truppe spagnole dal 1584.

### Utilizzo di forze militari esterne
L'elezione di Ernesto di Baviera espanse la faida locale in un fenomeno di scala tedesca. Il papa inviò 55 000 corone per pagare i soldati mercenari per Ernesto ed altre 40 000 direttamente a supporto del nuovo arcivescovo. Al comando di suo fratello, le forze di Ernesto riuscirono a farsi strada in Vestfalia, costringendo Gebhard ed Agnes a spostarsi verso la loro fortezza ad Arensburg. Gebhard ed Agnes fuggirono verso le province ribelli dei Paesi Bassi con almeno 1000 cavalieri, dove il principe Guglielmo d'Orange li accolse a Delft. Qui, Gebhard sollecitò a Guglielmo soldi e truppe per la prosecuzione della sua guerra nell'interesse di tutti i protestanti. Dopo l'assassinio di Guglielmo nel luglio del 1584, Gebhard scrisse alla regina Elisabetta richiedendo assistenza immediata. Elisabetta rispose alla fine del 1585, inviandogli il contatto Robert Dudley, I conte di Leicester, suo deputato per la questione della ribellione olandese, che da poco era stato nominato comandante in capo delle forze olandesi. Elisabetta dal canto suo era impegnata con ben altri problemi interni tra le ingerenze di sua cugina Maria di Scozia e con la guerra anglo-spagnola.

### Scacco matto
Sul finire del 1585, anche se il fratello di Ernesto aveva già guadagnato significativo terreno nell'Elettorato di Colonia, entrambe le parti si trovavano in un'impasse. Gran parte della popolazione si era convertita alla dottrina calvinista, supportati da libri, teologi, giuristi e idee provenienti dalla Svizzera calvinista e da Strasburgo. I baroni ed i conti calvinisti capirono il pericolo dell'intervento spagnolo che avrebbe certamente portato l'inquisizione nei loro territori. La Francia, nella persona di Enrico III, era ugualmente interessata, per la causa protestante. Un'altra considerevole porzione di popolazione era rimasta fedele alla vecchia fede cattolica, supportata dai gesuiti e dai Wittelsbach. I sostenitori di entrambe le parti commisero atrocità sulle corrispettive opposizioni: nella città di Colonia, il solo sospetto che l'esercito di Gebhard si stesse avvicinando, comportò l'uccisione di molte persone sospettate di simpatizzare per la causa protestante.
Ernesto dipendeva da suo fratello e dai baroni cattolici nel capitolo cattedrale.
Nel 1585, Münster, Paderborn e Osnabrück dovettero soccombere alle schiere di Ferdinando e poco tempo dopo anche Minden cadde.
Col loro aiuto Ernesto raggiunse Bonn, avvalendosi anche del supporto proveniente dalla stessa città di Colonia.
Per cacciare definitivamente Gebhard Ernesto si servì dell'aiuto di Alessandro Farnese, duca di Parma, al comando delle truppe spagnole nei Paesi Bassi.
Il duca di Parma capì quanto l'elettorato fosse strategicamente importante per la Spagna e per i suoi domini nell'area, soprattutto perché esso costituiva una valida testa di ponte per avvicinarsi alle province ribelli dei Paesi Bassi. D'altro canto il duca sapeva che la strada dai possedimenti spagnoli lungo le sponde mediterranee sino a quei territori corrispondenti all'attuale Belgio, era un percorso lungo, periglioso e complicato per l'approvvigionamento delle truppe e per le reazioni della popolazione ove i militari si sarebbero trovati a passare. Una strada alternativa al Reno era resa possibile dal passaggio dai Paesi Bassi spagnoli. Filippo II ed i suoi generali considerarono seriamente il supporto ad Ernesto di Baviera e predisposero per tempo tutti gli adeguati accorgimenti. Nel 1581, le forze di Filippo, pagate con l'oro papale, avevano preso Aquisgrana che i protestanti avevano assediato in precedenza; dalla metà degli anni '80 del Cinquecento, le forze del duca di Parma, incoraggiate dai Wittelsbach e dai cattolici di Colonia, avevano ormai assicurato anche i territori settentrionali dell'Elettorato. Dal 1590, furono questi stessi appostamenti a consentire alle truppe spagnole di raggiungere le province olandesi in quasi totale isolamento dalle forze protestanti tedesche.
Sull'altro lato dello scontro, per mantenere saldo il più possibile il possesso del proprio territorio, Gebhard aveva bisogno del pieno supporto dei suoi alleati militari. Per ricacciare Ernesto e le sue truppe, egli aveva bisogno di più uomini e per questo li richiese sia alla città di Delft che all'Inghilterra che avevano del resto interesse a favorire questa causa: gli olandesi avrebbero battuto così l'armata spagnola delle Fiandre liberandosi di un pericoloso ostacolo alla loro espansione e sicurezza e l'Inghilterra avrebbe facilmente portato avanti la propria battaglia contro la Spagna e a favore del protestantesimo di cui era divenuta una dei capisaldi strutturali. Nel novembre del 1583, uno dei suoi consiglieri, il dottor Wenceslaus Zuleger, scrisse a Francis Walsingham: "Le assicuro che se l'Elettore di Colonia non sarà presto assistito, vedrete come la guerra nei Paesi Bassi si spanderà presto nell'intera Germania." L'aiuto che Gebhard ricevette in forma di truppe dal conte di Leicester, e dagli olandesi, ed in forma di mercenari da Martin Schenck, ebbe risultati alterni. Le truppe di Leicester, professionali e bene allenate, si distinsero grandemente ma la loro utilità venne limitata: le istruzioni di Elisabetta erano quelle di aiutare Gebhard ma il sostentamento sarebbe stato a carico del conte di Leicester che giunse ad esaurire i propri fondi per quest'operazione. Martin Schenck era stato al servizio degli spagnoli nelle Fiandre, del re di Francia e dello stesso duca di Parma e quindi conosceva bene i suoi nemici oltre ad essere un uomo carismatico per cui i suoi uomini desideravano sacrificare le loro vite. Sfortunatamente il suo carattere piratesco ed il suo fare da brigante razziatore, portò più ad uno svantaggio per Gebhard come dimostrò la Battaglia di Werl, in Vestfalia.

#### Il sacco della Vestfalia

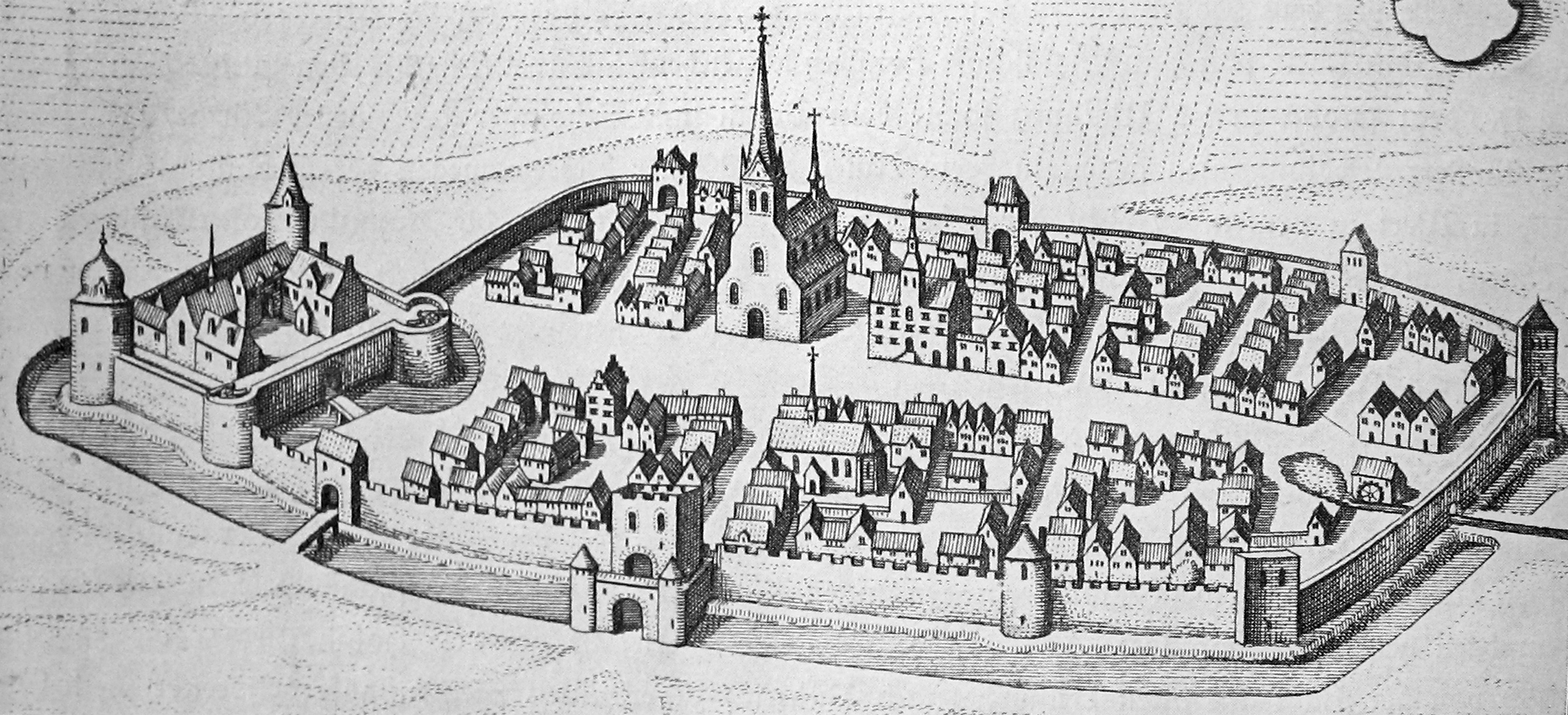
Cloedt e Schenck catturarono la città di Werl, ampiamente fortificata, attraverso un curioso stratagemma: nascosero molti soldati in un carro e li ricoprirono completamente di sale, ripercorrendo una versione seicentesca del famoso Cavallo di Troia.

Verso la fine del febbraio del 1586, Friedrich Cloedt, che Gebhard aveva posto al comando della città di Neuss, e Martin Schenck si recarono in Vestfalia alla testa di 500 fanti e 500 cavalieri. Dopo aver saccheggiato Vest Recklinghausen, il 1º marzo di quell'anno le truppe protestanti presero possesso di Werl con un curioso stratagemma. I comandanti diedero disposizioni per creare un treno di carri con soldati all'interno, il tutto completamente ricoperto di sale. Quando i vagoni vennero lasciati di fronte ai cancelli della città, i difensori pensarono che gli attaccanti si fossero arresi lasciando un tributo (il sale era all'epoca un elemento molto prezioso e moneta di scambio). I carri vennero ammessi in città e durante la notte i soldati ivi nascosti riuscirono a prendere il controllo della cittadella e del villaggio. Molti dei difensori riuscirono a fuggire e non poterono essere inseguiti. Claude de Berlaymont, conosciuto anche col nome di Haultpenne dal nome del suo castello, radunò i suoi 4000 uomini ed assediò Schenck e Cloedt asserragliati a Werl. Attaccati dall'esterno da Haultpenne, e dall'interno dai soldati della cittadella, Schenck e Cloedt decisero di immettere i loro soldati nella città intera il 3 marzo ma non essendo in grado di rompere le linee nemiche si ritirarono saccheggiando i villaggi vicini e uccidendo 250 contadini. L'8 marzo di quell'anno, Shenck e Cloedt riprovarono lo stratagemma dei carri riempiti di preziosi stivali e con un numero di 30 magistrati come ostaggi, ed attaccarono le forze di Haultpenne uccidendone circa 500 uomini e perdendone 200 dei propri. Tra gli ostaggi vi era anche il Bürgermeister Johann von Pappen ed altri ufficiali d'alto rango; anche se von Pappen morì durante la ritirata, i rimanenti ostaggi vennero poi rilasciati dopo il pagamento di un alto riscatto. Schenck si ritirò a Venlo e Cloedt ritornò alla città di Neuss.

### L'intervento spagnolo

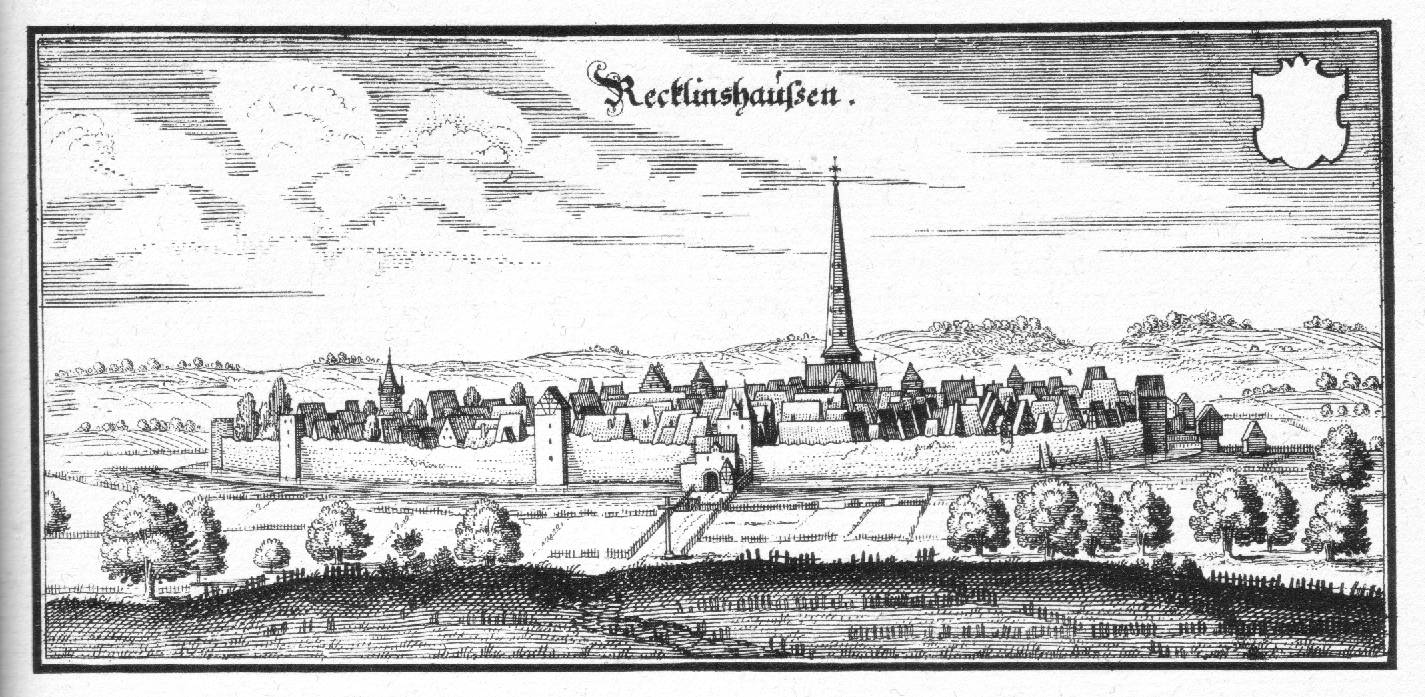
Martin Schenck e Friedrich Cloedt saccheggiarono Recklinghausen sul finire dell'estate del 1586.

Per certi versi, le difficoltà di Gebhard e di Ernesto si manifestarono sul finire della guerra quando intervennero le truppe spagnole. Il protrarsi della guerra ispano-olandese per un periodo di ottant'anni interruppe periodicamente gli scontri nell'area, privando l'area di preziose risorse. La difficoltà per entrambe le parti non era solo contrastare il nemico, ma anche mantenere i territori conquistati. La guerra di Colonia, simile alla rivolta olandese per questi aspetti, fu anche una guerra di assedi e non di scontri di campo aperto, né di grandi manovre che caratterizzarono invece i due secoli precedenti e successivi. Queste guerre richiedevano uomini in grado di operare facilmente con la macchina da guerra, impiegando grandi risorse economiche per i soldati e le opere di assedio, oltre alla volontà politica e militare di mantenere operanti tutte le macchine da guerra utilizzate negli scontri. Gli spagnoli inoltre dovevano confrontarsi col problema non indifferente della distanza dalla madrepatria il che affievoliva il loro interesse nell'intervenire a Colonia.

#### La razzia di Neuss

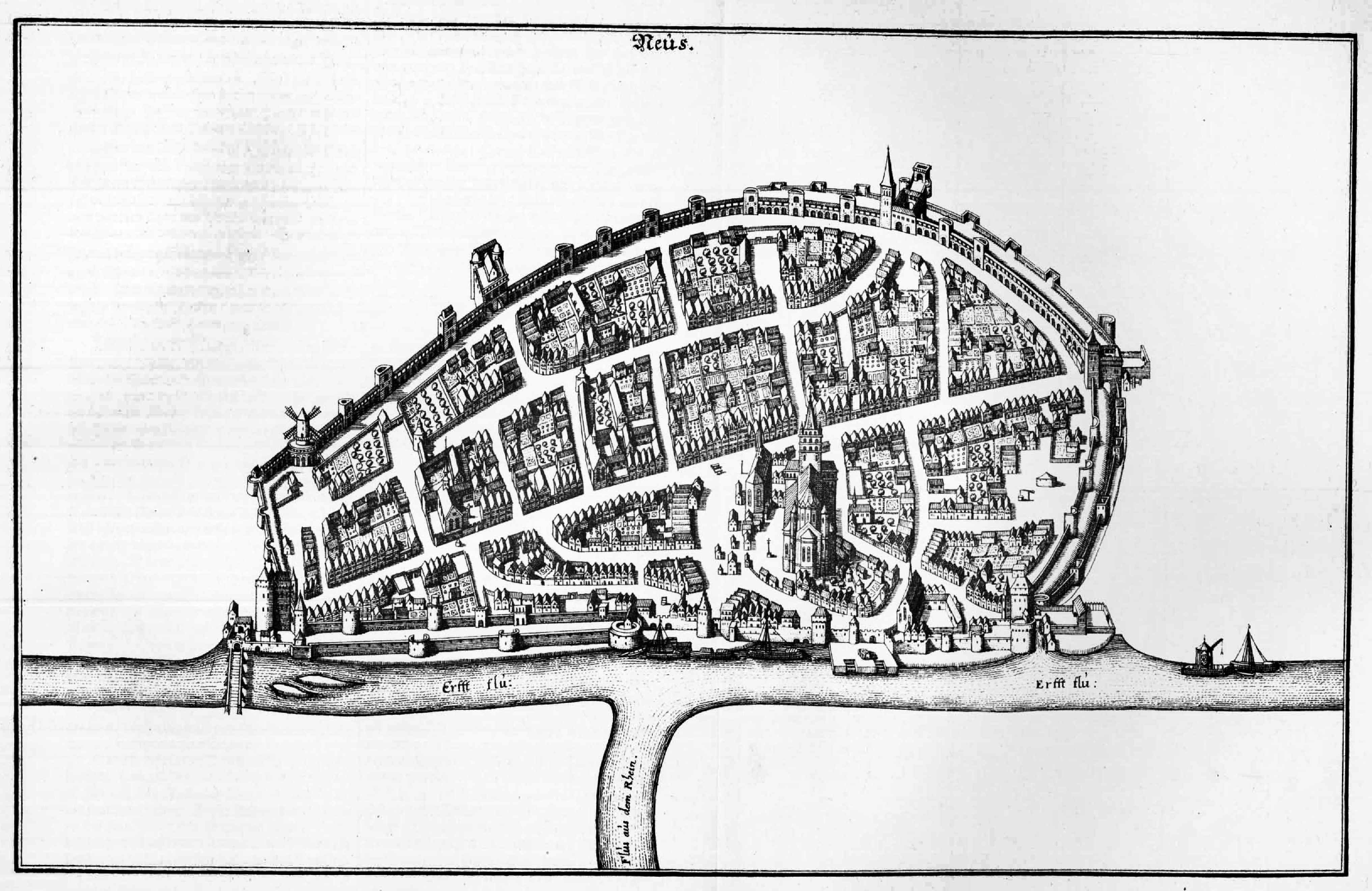
Mappa incisa della città di Neuss che mostra le strette strade che conducono da porta a porta della città. Dopo combattimenti casa per casa, le truppe cattoliche raggiunsero il mercato, dove trovarono Cloedt e lo impiccarono ad una finestra.

Adolf van Nieuwenaar, sostenitore di Gebhard, circondò Neuss nel marzo del 1586, e persuase la ridotta difesa di Ernesto a capitolare. Egli rifortificò e migliorò le difese della città piazzandovi il giovane Friedrich Cloedt quale comandante di una guarnigione di 1600 uomini, in gran parte soldati tedeschi ed olandesi. Le fortificazioni del villaggio erano sostanziali; 100 anni prima erano state in grado di resistere al lungo assedio di Carlo il Temerario (1433–1477) di Borgogna, e tra le fortificazioni si contavano anche le difese naturali dei due fiumi. Nel luglio del 1586, il duca di Parma si avvicinò e circondò la città e per ironia della sorte il cugino di Agnes, Karl von Mansfeld e le sue truppe erano parte delle truppe spagnole in assembramento contro Neuss. Il duca di Parma aveva molte forze al suo comando: oltre ai 2000 uomini di Mansfeld, egli disponeva di altri 6000 fanti e 2000 tercios di origini italiane, spagnole e tedesche, oltre a 45 cannoni che distribuì lungo il fiume e presso le alture a poca distanza dalle mura della città. Secondo i protocolli di guerra generalmente accettati nel 1586, il duca di Parma richiese dapprima la capitolazione della città. Cloedt declinò l'offerta cortesemente ma il giorno dopo, nel giorno della festa di San Giacomo, festa patronale spagnola, era vietato combattere. Quando iniziò però a circolare la diceria che i protestanti in città avevano catturato ed arrostito vivi due soldati spagnoli nel giorno sacro cattolico, l'entusiasmo alla battaglia riprese il sopravvento alla festività.
Il giorno successivo, l'artiglieria del duca di Parma colpì le mura della città per 30 ore consecutive con palle del peso di 30-50 chili per un totale di 2700 colpi. Gli spagnoli compirono diversi tentativi di assaltare la città, tutti respinti dai 1600 soldati di Cloedt. Il nono assalto riuscì a creare una breccia nel muro esterno della città. Le forze spagnole e italiane entrarono nella città da parti opposte e si incontrarono al centro. Cloedt, gravemente ferito (la sua gamba era stata quasi completamente spappolata ed aveva altre cinque ferite molto gravi), venne portato al centro della città. Le truppe del duca di Parma scoprirono Cloedt, assistito dalla moglie e da sua sorella nel palazzo del mercato cittadino. Anche se il duca di Parma era incline solitamente ad onorare i comandanti nemici con la morte per spada come nell'antichità, Ernesto chiese l'immediata esecuzione del comandante avversario. L'uomo, ormai morente, venne impiccato ad una finestra, assieme ad altri ufficiali del suo seguito.
Alessandro Farnese non fece molto per limitare i danni alla città e permise ai suoi soldati di saccheggiare la città, uccidendo persino quanti avevano acconsentito ad arrendersi. I civili che avevano trovato rifugio nelle chiese vennero inizialmente ignorati, ma quando ebbe inizio un rovinoso incendio, questi furono costretti ad abbandonare le strutture e ad uscire per le strade ove vennero uccisi dai soldati. I racconti dell'epoca parlano di donne, vecchi e bambini coi vestiti infuocati che si davano alla fuga per le vie della città per poi essere trucidati dai soldati spagnoli. Il duca di Parma scrisse al re Filippo II di Spagna che i morti erano giunti a quota a 4000 individui da ambo le parti. L'osservatore inglese confermò questo rapporto e riportò anche come solo otto delle originarie costruzioni della città fossero rimaste integre.

### La prosecuzione dell'assedio ed il suo corso
Il duca di Parma si era recato a Neuss per preparare un assalto più grande, e le risorse dell'armata spagnola nei Paesi Bassi avevano fatto pendere velocemente l'ago della bilancia dalla parte di Ernesto di Baviera. Nel 1586, gli alleati di Ernesto gli assicurarono Vest Recklinghausen, sebbene avessero fallito nel catturare l'elusivo Schenck, ed avevano ridotto Neuss ad una pila di macerie fumanti, dando prova della loro potenza soverchiante. Nel 1587, avevano circondato e preso i villaggi fortificati dell'Oberstift, riprendendo Bonn, Godesberg e Linz am Rhein, oltre ad un'altra dozzina di villaggi, fattorie e piccoli insediamenti nella campagna circostante. Successivamente, soldati di ambo le parti continuarono le loro vessazioni sulla popolazione e le loro razzie. Il 12 novembre 1587, uno degli informatori di Walsingham scrisse che "i soldati di Vartendonc (Martin Schenck) escono ogni giorno per delle escursioni, comportandosi duramente in ogni luogo visitato, dal momento che hanno libero passaggio ovunque. L'altra sera si sono recati con 180 cavalieri a Bonn, tra Orchel e Linz (am Rhein), per fare prigioniero il conte Salentin von Isenburg, ma il loro progetto non ebbe successo, dal momento che egli si era ritirato nel castello. All'inizio del 1588, i sostenitori di Gebhardt ancora una volta presero il possesso di Bonn; uno degli osservatori di Walsingham nel Palatinato presso Heidelberg, riportò che il principe Lamoral di Thurn und Taxis si trovava appena fuori Bonn con 300 soldati spagnoli.
Dalla primavera del 1588, Gebhard non aveva altre scelte. Nel 1583, aveva rifiutato la resa offertagli dalle conferenze di Francoforte e della Vestfalia, condando sul supporto degli altri principi protestanti. Quando poi il loro supporto non si materializzò, egli cercò la via diplomatica con Francia, Paesi Bassi ed Inghilterra ma queste potenze poterono fornirgli aiuti limitati per diverse ragioni. Dopo la distruzione di Neuss nel 1586 e la perdita di gran parte della regione a sud dell'Elettorato nel 1587 (la Rheinberg e gli altri territori in sua pretesa) egli aveva completamente esaurito i propri aiuti esterni, nonché le proprie finanze e quindi le proprie possibilità militari. I suoi problemi di salute (cronache dell'epoca riferiscono frequenti Gelenkenschmerz, attacchi di panico) gli proibivano di stare a cavallo, il che limitava la sua abilità di viaggiare. Nella primavera del 1588, egli decise di rinunciare alle proprie pretese sull'Elettorato alla protezione di Neuenahr e Martin Schenck, preferendo ritirarsi a Strasburgo. Neuenahr e Schenck continuarono a combattere per la causa di Gebhard, ma il primo morì nel corso di un'esplosione nel 1589 e l'ultimo venne poi ucciso a Nimega in quell'estate stessa. Senza di loro a difendere l'Elettorato, con la Battaglia di Rheinberg, Gebhard perse anche l'ultimo avamposto a nord in difesa dell'Elettorato, che cadde sotto le forze del duca di Parma nel 1589.

## Conseguenze
Dopo l'espulsione di Gebhard, Ernesto assunse ufficialmente la carica di Elettore di Colonia. Negli ultimi suoi anni di reggenza, il nunzio apostolico a Colonia si occupò dell'amministrazione finanziaria dell'arcidiocesi ed il nipote di Ernesto, Ferdinando di Baviera, venne nominato dal capitolo quale vescovo coadiutore con diritto di successione. Quando Ernesto morì nel 1612, come era prevedibile, il capitolo cattedrale elesse Ferdinando alla carica di Elettore e arcivescovo, ed i Wittelsbach inaugurarono un lungo periodo di reggenza della carica di elettori e arcivescovi di Colonia che perdurò sino al 1761. La vittoria di Ernesto, sia nell'elezione del 1583 sia nel convincere l'assemblea degli altri elettori ad accettarlo nel 1585, lo confermò ufficialmente quale arcivescovo di Colonia e diede alla famiglia Wittelsbach una certa influenza nell'area del nord del Reno.
Il governo di Ernesto e quello dei successori della sua famiglia, rafforzò di molto la posizione della loro casata nella politica imperiale. La vittoria del partito cattolico d'altra parte consolidò la controriforma nei territori nordoccidentali del Sacro Romano Impero, specialmente nei vescovati di Münster, Paderborn, Osnabrück e Minden, che si trovavano geograficamente al confine con territori protestanti. Ancora una volta il fratello di Ernesto e i suoi alleati come il duca di Parma avevano preso il controllo territoriale dell'area ed i gesuiti avevano efficacemente individuato i protestanti recalcitranti e li avevano convertiti al cattolicesimo. La controriforma venne ampiamente promossa nell'area del basso Reno con lo scopo che ogni protestante, fosse luterano o calvinista, avrebbe dovuto spontaneamente o con la forza aderire alla fede cattolica. Per i suoi sforzi, gli spagnoli acquisirono importanti teste di ponte sul fiume Reno verso i loro territori olandesi, aiutandosi così ad estendere il conflitto indipendentista con i Paesi che durerà in tutto quasi un secolo.
La tradizione tedesca dell'autonomia regionale e locale dettata da evidenti differenze strutturali e culturali tra i diversi governi, rendeva la Germania dell'epoca molto differente da altri stati centralizzati come Francia, Inghilterra e Spagna. Queste differenze la rendevano del resto molto vulnerabile all'intervento bellico di mercenari spagnoli, francesi, italiani, olandesi, inglesi e scozzesi che, all'influenza dell'oro papale, si erano scagliati in questioni interne e religiose con grande avidità. Per i due "giocatori" Gebhard ed Ernesto si trattò quasi di uno scontro vis a vis mentre dall'altra parte i principi, duchi e conti tedeschi trovarono in questa guerra l'occasione per promuovere ciascuno i propri interessi contro gli altri e contro il potente e vicino elettorato di Colonia. Tali problemi non si conclusero certo con la fine della guerra di Colonia, ma si dovrà attendere il 1648 con la pace di Vestfalia per raggiungere un'intesa comune e convincente per tutti e persino in quel caso, molti stati tedeschi continuarono a rimanere vulnerabili sia agli interventi esterni sia alle divisioni religiose esemplificate durante lo scontro di Colonia.